# 손자 (조위)
손자(孫資, 생년 미상 ~ 251년 9월 29일)는 조위의 관료이다. 자는 언룡(彥龍). 태원군 출신.

## 가계
- 손초 - 손자의 손자
- 손성 - 손자의 현손